# Fondation José Ortega y Gasset
La Fondation José Ortega y Gasset-Gregorio Marañón est une institution privée de Madrid consacrée aux Sciences sociales et aux Lettres.

## Histoire
La fondation est créée en 1978 par Soledad Ortega Spottorno, fille du philosophe José Ortega y Gasset. Son objectif est de diffuser la culture, l'éducation et la recherche.
Son siège est situé au nº 53 de la rue Fortuny de Madrid, dans le quartier de Chamberí. Le bâtiment est l'ancienne Residencia de Señoritas, établissement d'enseignement supérieur fondé en 1915 par l'universitaire Maria de Maeztu, interdit après la guerre d'Espagne par le dictateur Franco. 
Le 9 juillet 2010, la Fondation José Ortega y Gasset et la Fondation Gregorio Marañón fusionnent pour créer la Fondation José Ortega y Gasset-Gregorio Marañón, également connue sous le nom de Fondation Ortega-Marañón. Son président actuel est Gregorio Marañón y Bertrán de Lis, petit-fils de Gregorio Marañón.

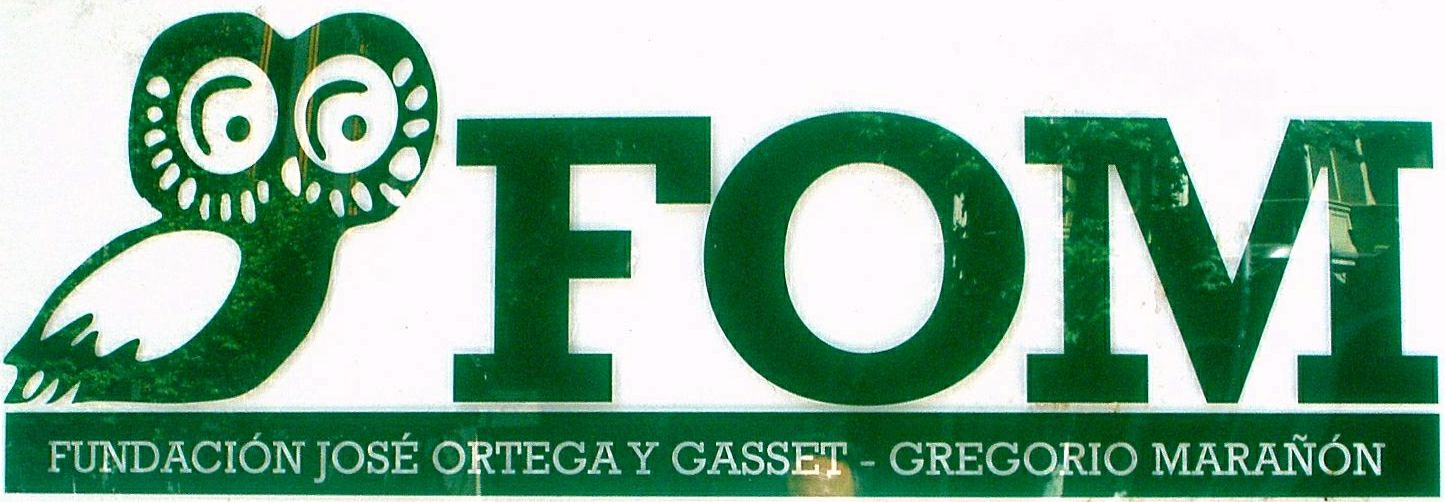
Le logo de la FOM.